# Alderney Road Jewish Cemetery
Der Alderney Road Jewish Cemetery ist ein jüdischer Friedhof in London, der Hauptstadt von Großbritannien.

## Geschichte
Der Friedhof wurde 1697 von der aschkenasischen Gemeinde angelegt, 1749 erweitert und 1852 geschlossen. Er ist der zweitälteste jüdische Friedhof in London und der älteste aschkenasische Friedhof im Vereinigten Königreich. Der Friedhof befindet sich im Stadtbezirk London Borough of Tower Hamlets.

## Bestattete Persönlichkeiten
- Aaron Hart (geb. 1670 in Breslau; gest. 1756), Großrabbiner
- Samuel Jacob Falk (gest. 1782), Rabbiner
- David Tevele Schiff (geb. in Frankfurt am Main; gest. 1791), Großrabbiner

## Literarische Rezeption
W. G. Sebald beschreibt in seinem Roman Austerlitz den Friedhof, da Austerlitz, die Hauptfigur des Romans, im benachbarten Haus wohnt.